# Erik Högström

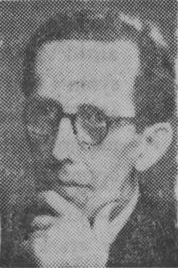
Erik Högström

Erik Högström, född 9 mars 1894 i Härnösand, död 22 mars 1963 i Stockholm, var en svensk arkitekt.
Han genomgick Kungliga tekniska högskolan och därefter Kungliga Konsthögskolan där han erhöll kanslermedaljen och kunglig medalj samt Statens resestependium för arkitektur. Han var först verksam som arkitekt i Härnösand, men från 1929 i Stockholm.
Högström tjänstgjorde vid Byggnadsstyrelsen och vid Stockholms stads sjukhuskommitté, där han bland annat medverkade vid upprättandet av generalplanen för Sabbatsbergs sjukhus. Inom byggnadsstyrelse ledde han utredningen rörande ombyggnad av Statens etnografiska museum. Han vann tillsammans med Rolf Engströmer tävlingen om nybyggnad för Uppsala studentkår 1923, och hans förslag till ny stadsteater i Göteborg blev föremål för uppmärksamhet. Han specialiserade sig på skolanläggningar, i synnerhet lantmannaskolor, och räknades som en av de främsta experter på detta område.

## Verk i urval
- Studentbostäder - Gubbhyllan i Uppsala, (tillsammans med Rolf Engströmer, 1930
- Vidåkerskapellet vid Västra Vingåkers kyrka, 1934
- Polacken 29, med Biografen Saga, Stockholm (tillsammans med Adrian Langendal), 1936-1938
- Hagalundsskolan, Solna, 1942-44
- Stadshus i Härnösand, 1957

## Bilder

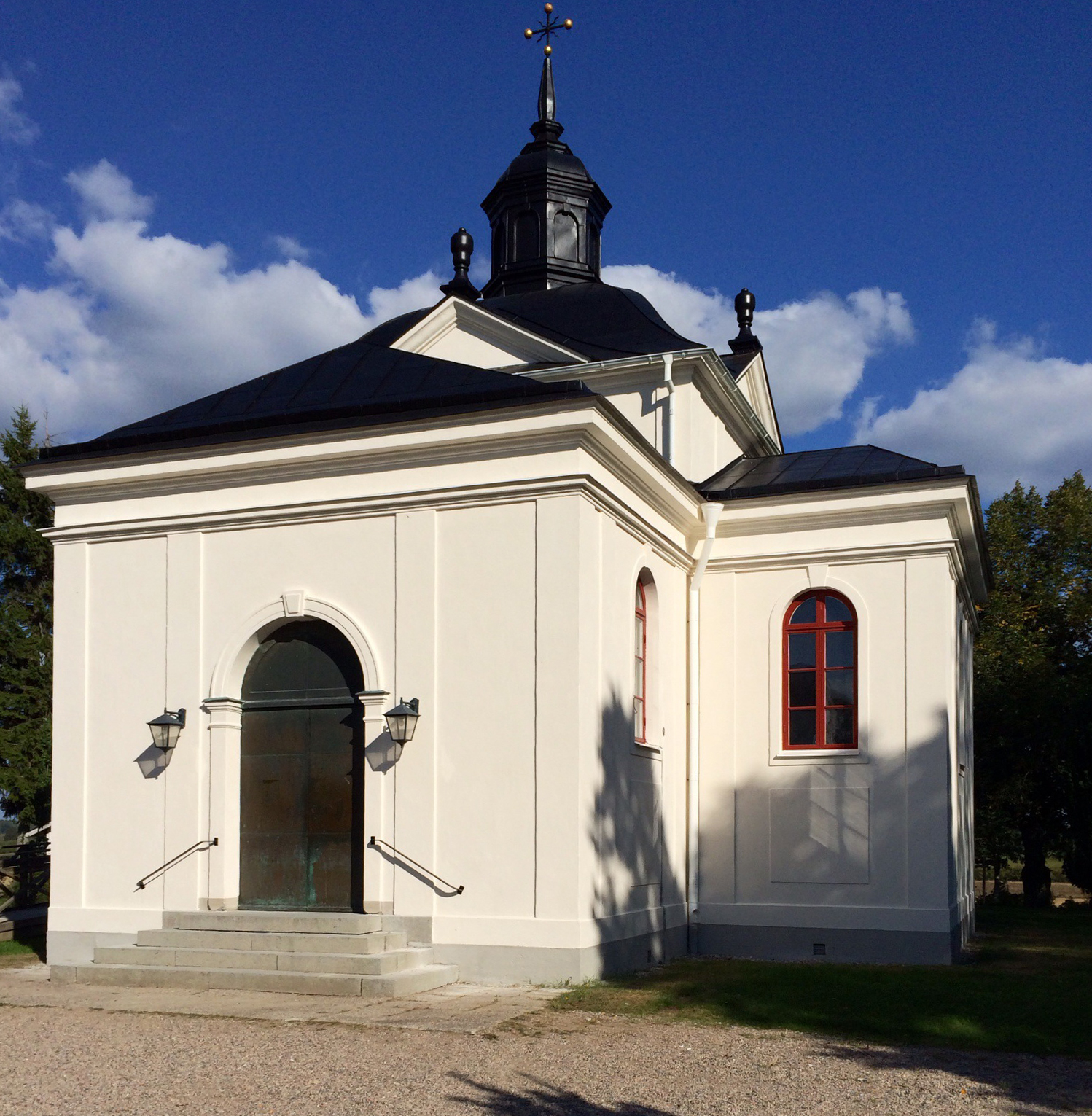
Vidåkerskapellet
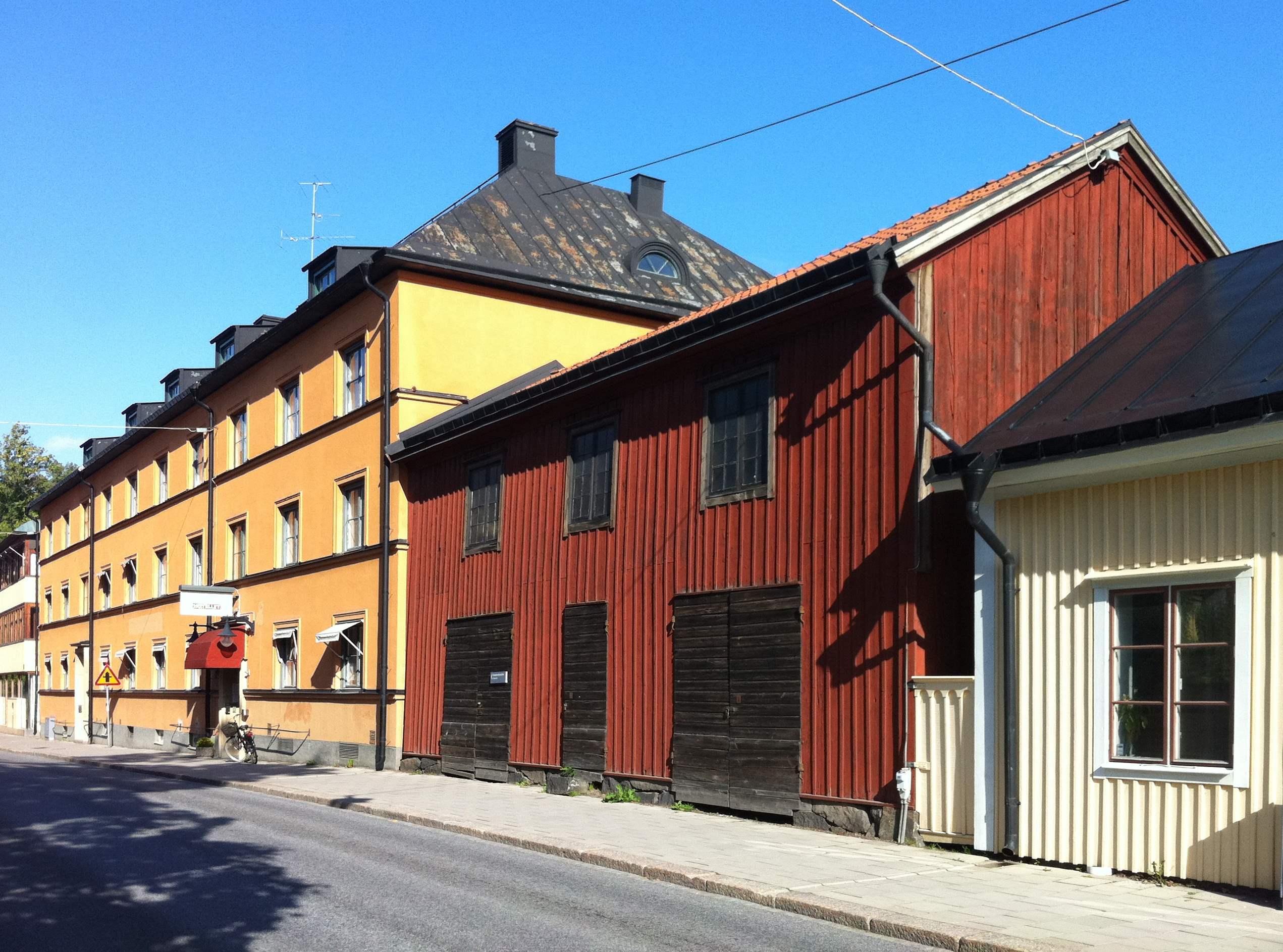
Gubbhyllan (t.v.)
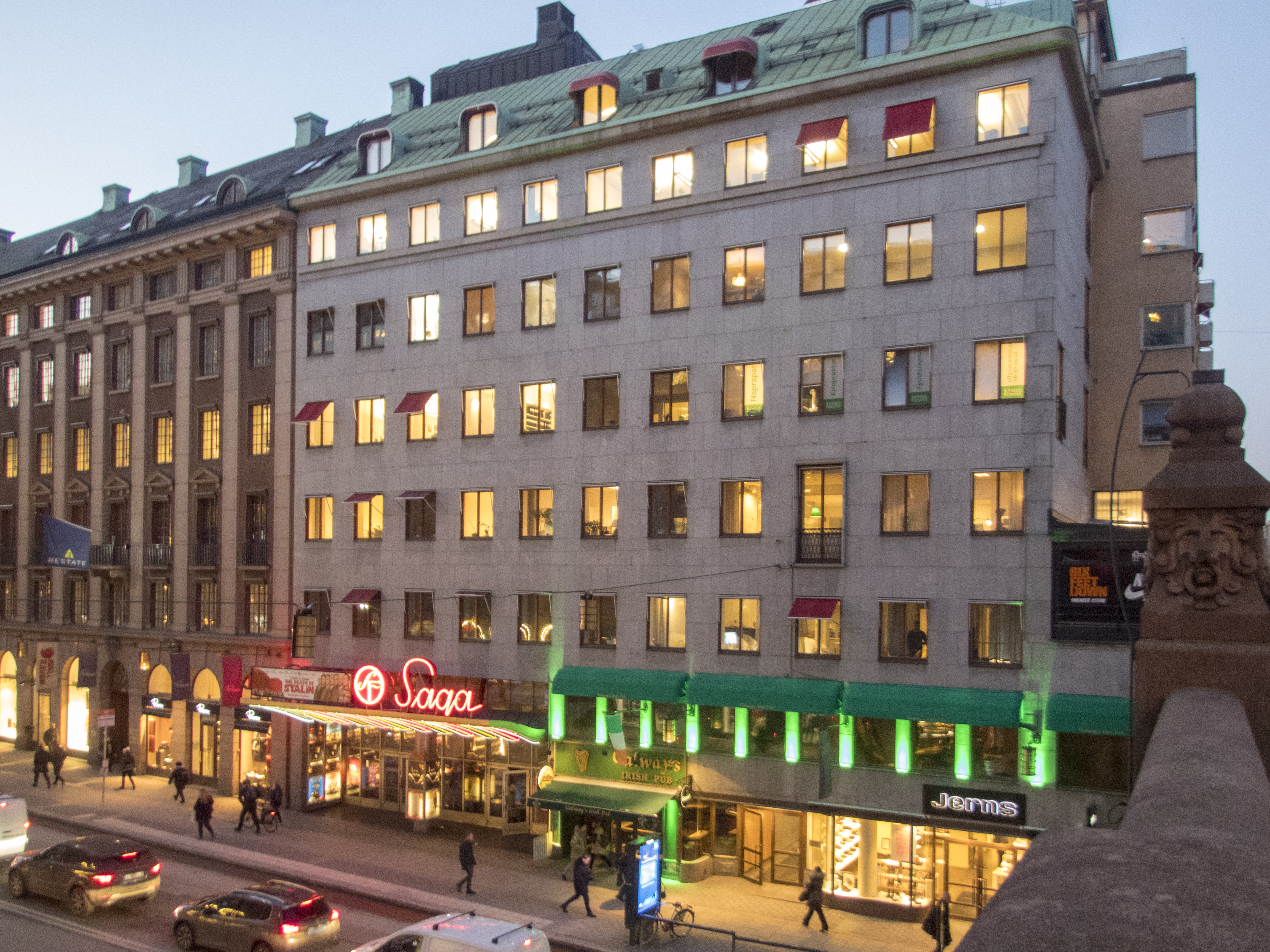
Biografen Saga
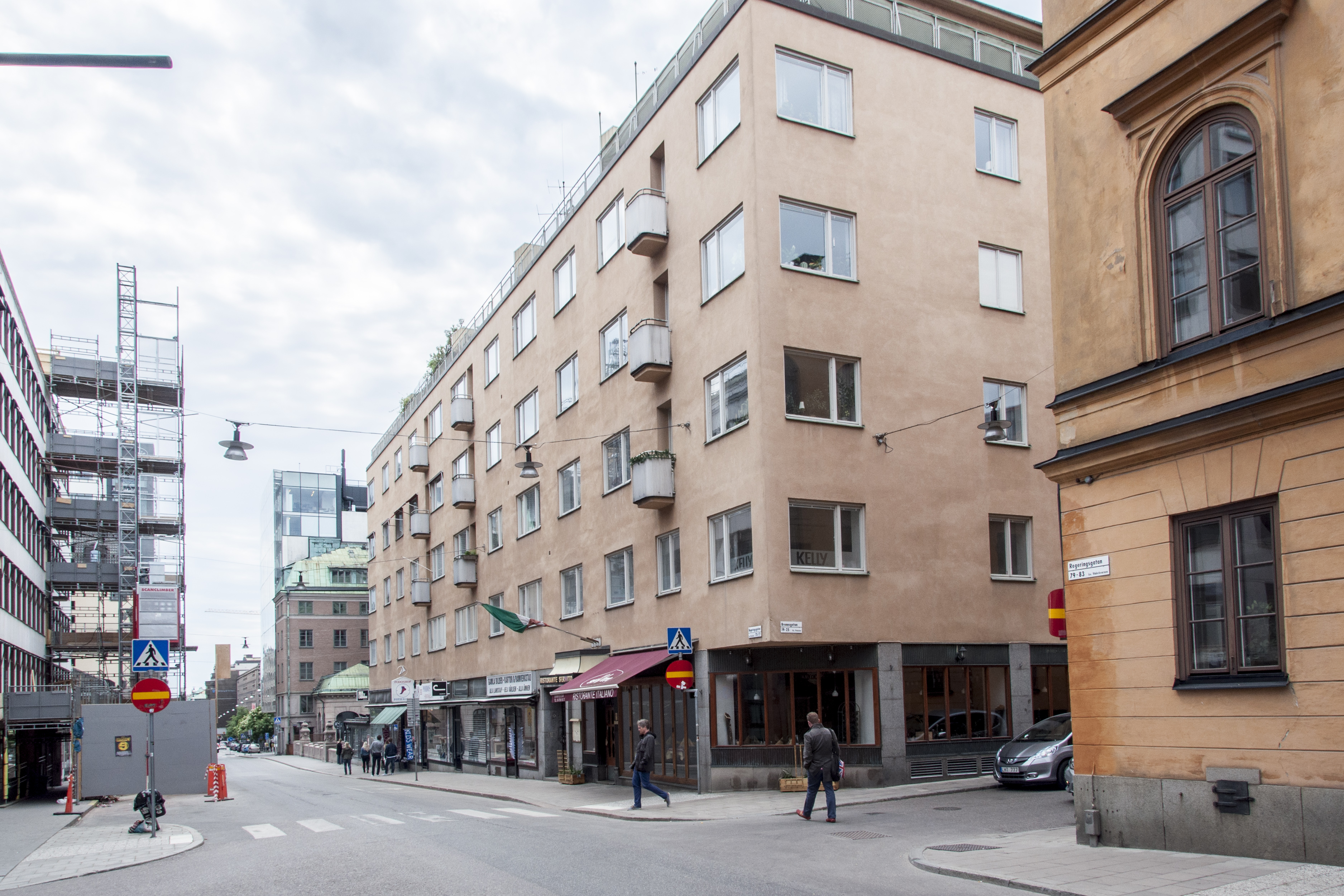
Polacken 29, Regeringsgatan 77
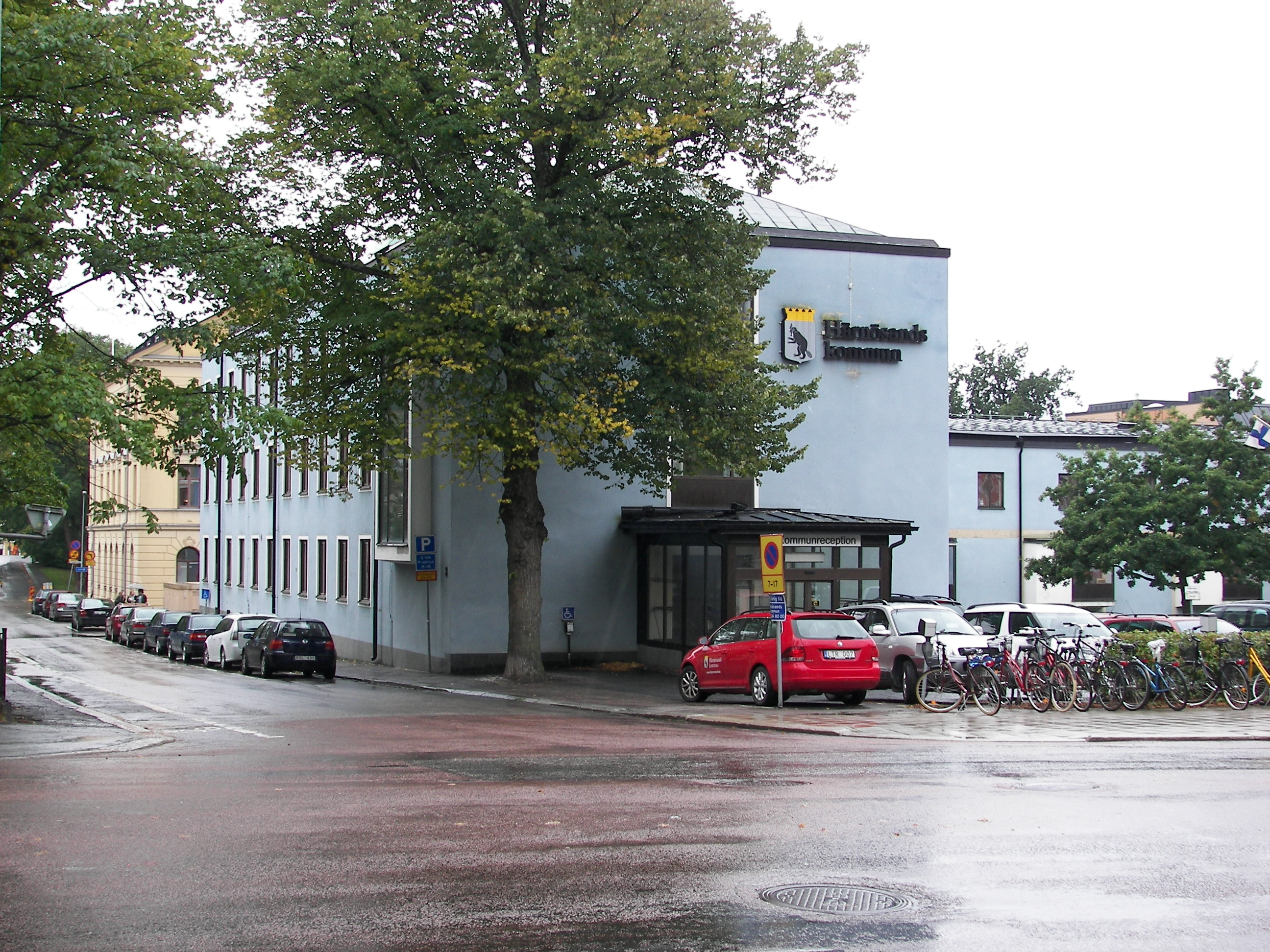
Härnösands stadshus